# 동력분산식 열차

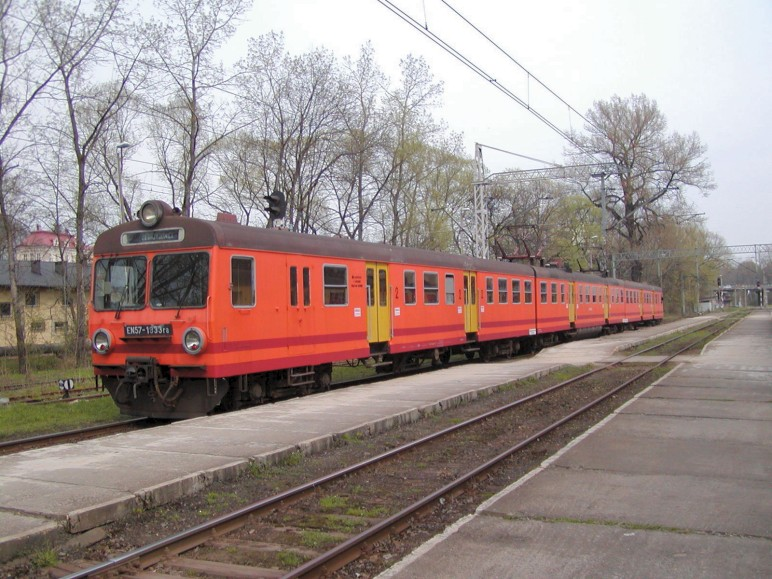
역에서 대기하고 있는 PKP EN57 전동차

동력분산식 열차(Multiple unit)는 동력을 가지고 있는 철도차량이 무동력 철도차량의 사이에 편성된 열차로 평상시에는 기관차 등의 추가적인 차량의 도움없이 운행이 가능하며, 다른 동차와 연결되어 중련,복합운전을 하는 경우도 있다. 수도권 전철에서는 구원이 필요로 하는 고장열차와 회수열차(구원열차)간의 중련(연결)만 이루어진다.
KTX는 경부,호남선에서 복합운행이 이루어지고 있다.
전기동차의 동력원은 전기이다. 전기를 동력으로 사용하므로 이는 전기동차로 통칭하므로, 일본 최초의 탄환 열차라 불리는 도카이도 신칸센의 신칸센 0계 전동차의 경우, 섬나라 특성상 초기부터 지반이 약한 자국 내 지형 특성을 감안하여 신칸센 열차에 축중(열차의 차륜 하나가 부담하는 중량)이 낮은 동력분산식을 사용하고 있다. 고속 주행에 적합하게, 저압 탭 제어 방식의 동력분산식 고속 철도용 전동차로 설계되었다.
전기동차는 우리가 알고있는 전철과 코레일의 일부 동력분산방식 열차의 경우 압축공기 전기지령식 견인전동기 구동방식, KTX나 SRT의 경우에는 PC차량에 설치된 모터를 통한 견인전동기 구동방식, 압축공기를 이용한 구동방식이다. 있으며, 교류 25KV 및 직류 1500V의 입력전압을 가지고 TM(견인전동기), PAN(집전장치), SIV(보조전원장치), 103선(직류모선), C/I(CON,INV 인버터)등에 의하여 운전된다.
기관차에서 볼 수 있는 대부분의 장치는 차상으로 들어가기 때문에, 한량의 동력차량에 집중되던 장치를 분산 배치함으로서 운전에 효율성을 기하게 되었다.
현재 전국에서 운행중인 도시철도 및 코레일에서 운행중인 KTX-이음, KTX-청룡, 간선열차 ITX-새마을, ITX-마음과 ITX-청춘는 전부 동력분산방식(EMU)를 채용하고 있다. 앞으로 코레일 및 전국 도시철도에선 지금의 동력분산방식을 계속 사용할 것이다.

## 동력집중식 열차와의 비교
| - 열차의 중량이 전 열차에 걸쳐서 분산되어 있어서 에너지 효율성이 뛰어나다. 같은 이유로 기관차하고 객차보다 가감속이 빠르므로 정차역이 많은 단거리 운행에 적합하다. 따라서 지하철에서 운행하는 모든 열차가 동력분산식을 적용하고 있다. - 대개의 동력 분산식 열차는 양 끝에 운전대가 있으므로, 기관차하고 객차 편성처럼 기관차를 반대로 붙일 필요가 없다. 이 문제를 해결하기 위하여 제어 객차를 붙이거나 양 끝에 기관차를 연결하여 푸시-풀 운전이 가능하다. 대한민국에는 제어 객차가 없다. - 운행 도중 병결/분리가 자유롭다. 한 역에서 출발한 열차가 도중에 두 방향으로 갈라지거나, 다른 두 역에서 출발한 열차가 합쳐져서 운행할 수 있다. 대표적인 예로 새마을호 복합 열차를 들 수 있다. - 동력집중식에 비해서 축중이 가볍다. 더 가벼운 선로 위에서 운행할 수 있으며, 동력집중식에 비해 선로 마모가 적다. - 전동차의 각 차량은 기관차와 객차보다 더 강력하게 연결되기 때문에, 동력이 전달되기 위해서 가해지는 충격이 적다. | - 동력 및 서비스 기계가 여러 차량으로 나뉘어 있어서 정비 및 유지 보수에 시간하고 비용이 많이 든다. (동력집중식 차량은 모든 장비가 한 차량에 집중되어 있으므로 이러한 문제가 발생하지 않는다.) - 증기 기관차를 사용하던 때에는 동력부와 객차를 최대한 멀리 떨어트려 두었고, 기관차가 사고나면 객차까지 피해가 전달되기까지 시간이 걸렸다. 동력 분산식 열차의 경우 동력부와 열차가 분리되지 않았기 때문에 동력차 사고의 피해가 쉽게 객차로 전달된다. 비슷하게, 기관차가 고장나면 기관차만 교체하면 되지만, 동력차가 고장나면 편성을 교체해야 한다. (서울교통공사 3000호대 VVVF 전동차 등 최근 개발되는 동차는 고장난 차량을 끌고 운행할 수 있다.) - 단편성 동력차를 중련 연결한 경우 편성 사이의 이동이 불가능하며, (일부 동차는 관통형 선두부를 가지고 있어, 중련 연결시에도 편성간 이동이 가능하다.) 열차장 조정은 중련 편성 단위로만 이루어지며, 2층 객차 편성에 어려움이 많다. 차량 내부가 연결되지 않으면, 승무원들은 각 편성을 이동하기 위해서 내렸다 다시 타야 한다. 식당차 등 서비스 객차가 있는 경우, 서비스 객차가 없는 쪽 승객 역시 내렸다 다시 타야 한다. - 동력원이 객차 바로 아래에 있기 때문에 이로부터 발생하는 소음과 진동이 객실 내부로 유입되며, 대개의 경우 이에 대한 대비를 한다. |

## 같이 보기
- 가공 전차선
- 관절대차
- 궤간
  - 협궤
  - 표준궤
  - 광궤
- 대차
- 보기 대차
- 선로
- 절연구간
- 집전장치
- 제3궤조